# サイード・ハムリッチ
サイード・ハムリッチ（Saïd Hamulic、2000年11月12日 - ）は、オランダ・ライデルドルプ出身のサッカー選手。トゥールーズFC所属。ポジションはFW。

## クラブ経歴
オランダのライデルドルプに生まれたが、同国でのプロデビュー前の2021年2月にリトアニアのDFKダイナヴァ・アリートゥスへ加入した。
2022年7月12日、ポーランドの1部リーグに所属していたスタル・ミエレツに買取オプション付きの契約でレンタル移籍をした。
2023年1月24日、リーグ・アンのトゥールーズFCに移籍し、3年半契約を結んだ。

## 代表経歴
2023年6月、ボスニア・ヘルツェゴビナ代表に招集され、UEFA EURO 2024予選のポルトガル代表戦でA代表初出場。